# Banica (Krzywa)
Banica – przysiółek wsi Krzywa w Polsce, położony w województwie małopolskim, w powiecie gorlickim, w gminie Sękowa.
W latach 1975–1998 przysiółek administracyjnie należał do województwa nowosądeckiego.
Obecnie w przysiółku stoją jedynie 2 budynki, w tym jeden to prywatny pensjonat.

## Zabytki
- Cmentarz z I wojny światowej nr 62
- Pomnik Lotników Polskich samolotu Handley Page Halifax z 1586. Eskadry do Zadań Specjalnych RAFu, zestrzelonego 28.08.1944 r. podczas lotu powrotnego, po wykonaniu zrzutu z pomocą materiałową dla powstania warszawskiego.
- Resztki czasowni z pocz. XX wieku z cmentarzem łemkowskim.

## Galeria

Widok na Krzywą
Pomnik lotników
Cmentarz wojenny nr 62 z I wojny światowej
Resztki czasowni, 2011
Stan 2006

## Szlaki piesze
- Folusz – Magura Wątkowska (846 m n.p.m.) – Bartne – Banica – Wołowiec – Nieznajowa
- Bacówka PTTK w Bartnem – Banica – Przełęcz Małastowska (604 m n.p.m.) – Schronisko PTTK na Magurze Małastowskiej – Przełęcz Owczarska (501 m n.p.m.)